# Лелятино
Лелятино — деревня в Жуковском районе Брянской области, в составе Летошницкого сельского поселения. Расположена в 7 км к юго-западу от деревни Летошники, в 5 км к северо-западу от села Белоголовль. 
 Население — 1 человек (2010).

## История
Упоминается с XVIII века; бывшее владение Безобразовых, в XIX веке — Мещерских и других помещиков. Состояла в приходе села Белоголовль. С 1897 года работала церковно-приходская школа.
С 1861 по 1929 год входила в Овстугскую волость Брянского (с 1921 — Бежицкого) уезда, с 1929 года в Жуковском районе. До 1954 года являлась центром Лелятинского сельсовета, позднее в Летошницком сельсовете. В 1964 году к деревне присоединён посёлок Крюча.
| Годы      | 1866 | 1926 | 1979 | 1989 | 2002 | 2010 |
| --------- | ---- | ---- | ---- | ---- | ---- | ---- |
| Население | 162  | 341  | 121  | 6    | 10   | 1    |